# Giovanni Ruvolo
Giovanni Ruvolo (Caltanissetta, 8 maggio 1966) è un biologo e politico italiano, sindaco di Caltanissetta dal 2014 al 2019.

## Carriera professionale
Giovanni Ruvolo si è diplomato presso il liceo scientifico "Alessandro Volta" di Caltanissetta nel 1984, e si è laureato in biologia nel 1988 e in biotecnologie nel 2003.
Attualmente è responsabile scientifico del Centro di Biologia della Riproduzione di Palermo. Collabora con importanti istituti universitari come la McGill University di Montréal, Mt. Sinai University di New York, Monash University di Melbourne, Dexeus University di Barcellona ed altre prestigiose università europee con le quali continua a sviluppare attività sperimentali.
Allievo del professore Ettore Cittadini, è stato coordinatore del master in biotecnologie della riproduzione presso la facoltà di Medicina dell'Università degli Studi di Palermo. È docente presso il dottorato di ricerca in "medicina sperimentale, clinica e fisipatologia cellulare" del Dipartimento di Scienze Mediche e Pediatriche dell'Università degli Studi di Catania. È membro della Società Europea di Embriologia Umana (ESHRE) e membro dell'esecutivo nazionale della Società scientifica di Medicina della Riproduzione (SIFES). 
Svolge attività di ricerca presso il Dipartimento STEMBIO dell'Università di Palermo.
Nel 2012 è stato insignito del premio internazionale "Grant for Fertility Innovation" che ha premiato i nove migliori ricercatori nel mondo nel campo della medicina della riproduzione umana.

### Pubblicazioni scientifiche
In qualità di ricercatore, esperto di temi legati all'infertilità umana, Giovanni Ruvolo, dal 1993 al 2013, ha pubblicato 27 articoli scientifici su importanti riviste scientifiche.

## Carriera politica

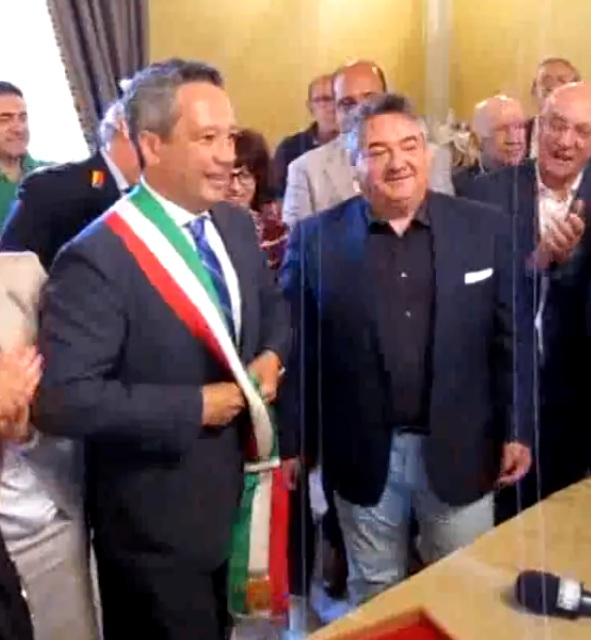
Passaggio di consegna tra il sindaco uscente Michele Campisi (a destra) e Giovanni Ruvolo (a sinistra), il 12 giugno 2014.

Esordì in politica nel 2009, partecipando alle elezioni amministrative di Caltanissetta come candidato sindaco della sua lista, Intesa Civica Solidale (ICS), sostenuto anche dalla lista dei "Grilli Nisseni" (lista civica facente riferimento a Beppe Grillo); in quell'occasione ottenne però solo 5 257 voti (il 13,6%), che non gli permisero di superare il primo turno.
Dal 2010 è presidente dell'associazione regionale dei "Movimenti Civici di Sicilia".
Venne ricandidato in vista delle successive elezioni amministrative del 2014 come candidato sindaco del "Polo Civico", progetto politico nato dalla convergenza di due liste civiche, Intesa Civica Solidale e Patto Etico Responsabile (PER). Successivamente venne appoggiato anche dal Partito Democratico e dall'UdC, che, insieme alle liste del Polo Civico, costituirono "Alleanza per la Città", coalizione di centrosinistra che ottenne la maggioranza assoluta dei seggi in consiglio comunale (18 su 30).
Al primo turno Giovanni Ruvolo ottenne il 46% delle preferenze, non riuscendo per questo motivo, ad essere eletto subito sindaco, nonostante un distacco di oltre trentuno punti percentuali da Michele Giarratana, arrivato secondo con il 15% delle preferenze. Al ballottaggio dell'8 e 9 giugno venne eletto sindaco di Caltanissetta con 14 471 voti (circa il 64% delle preferenze), battendo Michele Giarratana, che ottenne solo poco più di ottomila voti.
Il 12 giugno 2014 avviene il passaggio di consegne tra Ruvolo e il sindaco uscente Michele Campisi.
Secondo il Governance Poll, sondaggio pubblicato annualmente da Il Sole 24 Ore, nel triennio 2015-2017 risultava tra i sindaci più apprezzati in Sicilia, con un indice di gradimento del 58,5% nel 2015 (21º in Italia, primo in Sicilia), del 55,7% nel 2016 (33º in Italia, secondo in Sicilia dopo il sindaco di Agrigento Lillo Firetto) e del 55% nel 2017 (30º in Italia, primo in Sicilia ex aequo con il sindaco di Palermo Leoluca Orlando), nonostante un calo complessivo di oltre nove punti percentuali rispetto al giorno dell'elezione.
Nel febbraio 2019 annuncia che non si sarebbe ricandidato per un secondo mandato per le elezioni amministrative. Termina quindi il suo mandato il 15 maggio 2019, con il passaggio di consegne al suo successore Roberto Gambino.